# Resolution 72/282 der UN-Generalversammlung
Die Resolution A/RES/72/282 der UN-Generalversammlung wurde am 22. Juni 2018 als Ergebnis der offenen Abstimmung in der 98. Plenarsitzung der Generalversammlung der Vereinten Nationen verabschiedet. Darin wird vor dem Hintergrund des Transnistrien-Konflikts ein vollständiger und bedingungsloser Abzug ausländischer Streitkräfte vom Gebiet der Republik Moldau gefordert.
Im Einzelnen besagt die nicht bindende Resolution:
1. Es gibt eine starke Besorgnis über die fortdauernde Stationierung russischer Streitkräfte auf dem Staatsgebiet der Republik Moldau ohne die Zustimmung dieses UN-Mitglieds.
2. Die russische Föderation wird dringend aufgefordert ihre Streitkräfte samt Waffendepots aus der Republik abzuziehen.
3. Die UN unterstützt die Bemühungen der OSZE zum Abzug der russischen Truppen wie auf der Konferenz von Istanbul 1999 (Europäische Sicherheitscharta) vereinbart.
4. Die UN wird den Punkt des vollständigen Abzugs der russischen Truppen auf die Agenda der nächsten planmäßigen Sitzungsrunde nehmen.

Die Resolution wurde von 64 UN-Mitgliedstaaten unterstützt. 15 Staaten stimmten gegen die Entschließung. Es gab 83 Enthaltungen.